# Hipparchia thermus
Hipparchia thermus är en fjärilsart som beskrevs av Ruggero Verity 1925. Hipparchia thermus ingår i släktet Hipparchia och familjen praktfjärilar. Inga underarter finns listade i Catalogue of Life.